# Премія Дейкстри
Премія Дейкстри (англ. Edsger W. Dijkstra Prize in Distributed Computing) — премія імені Едсгера В. Дейкстри в галузі розподілених обчислень, яку вручають за видатні роботи, значущість і вплив яких були помітні протягом не менше десяти років. Супроводжується грошовою винагородою, розмір якої становить $2000.
Засновниками премії є організації ACM і EATCS (англ. European Association of Theoretical Computer Science), а точніше комітети симпозіумів ACM Symposium on Principles of Distributed Computing (PODC) і EATCS International Symposium on Distributed Computing (DISC). Премію Дейкстри вручають щорічно з 2000 року по черзі на конференціях організаторів. Перші три роки нагорода називалася Премія PODC за впливову публікацію (англ. PODC Influential-Paper Award).

## Лауреати

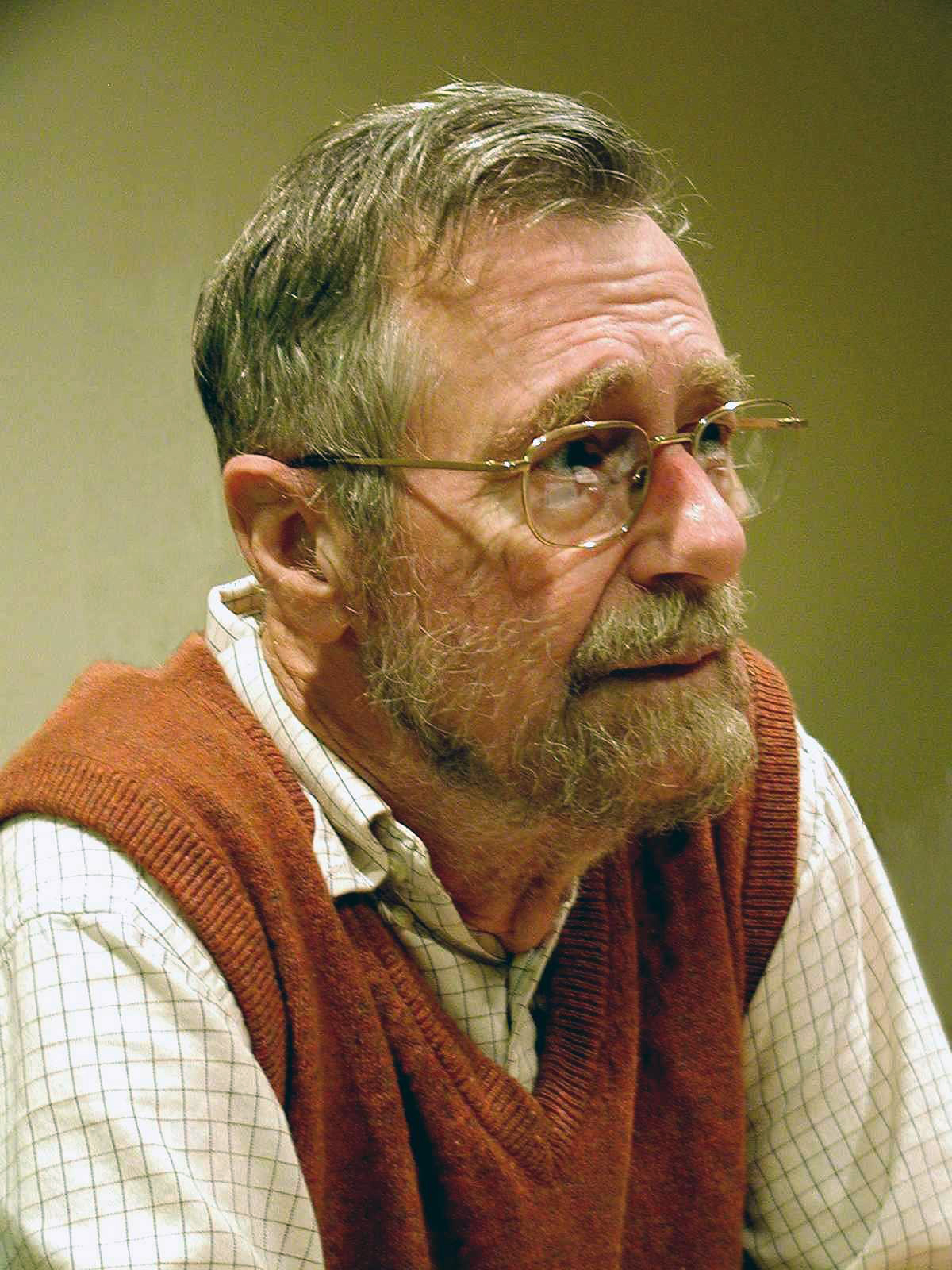
Едсгер Дейкстра (2002)

- 2000 — Леслі Лампорт за роботу щодо логічних годинників[en].
- 2001 — Майкл Фішер[en], Ненсі Лінч, Майкл С. Петерсон[en] за доказ неможливості прийти до консенсусу, використовуючи асинхронну передачу інформації.
- 2002 — Едсгер Дейкстра за роботу, що ввела поняття саморегулювання.
- 2003 — Моріс Херліхі[en] за роботу про можливість розв'язання задачі про консенсус у системах зі спільно використовуваною пам'яттю.
- 2004 — Роберт Галлагер, П’єр Хамблет, Філіп Спіра за розподілений алгоритм знаходження мінімального каркасного дерева.
- 2005 — Маршал Піз, Роберт Шостак[en], Леслі Лампорт, за роботу про Візантійську угоду.
- 2006 — Джон Мелло-Краммі, Майкл Л. Скотт[en] за алгоритм взаємного виключення.
- 2007 — Синтія Дворк, Ненсі Лінч, Леррі Стокмаєр[en], за роботу про розв'язання задачі про консенсус у частково синхронних системах.
- 2008 — Барух Авербух[en], Девід Пелег[en]) за роботу про sparse partitions.
- 2009 — Джозеф Халперн[en], Йорам Мозес[en] за створення формального фреймворка для аналізу знань у розподілених системах.